# Vriesea diffusa
Vriesea diffusa là một loài thực vật có hoa trong họ Bromeliaceae. Loài này được L.B.Sm. & Pittendr. miêu tả khoa học đầu tiên năm 1954.